# Corynoptera
Corynoptera is een muggengeslacht uit de familie van de rouwmuggen (Sciaridae).

## Soorten
- C. acantharia Mohrig & Röschmann, 1993
- C. acerrima Mohrig & Dimitrova, 1992
- C. acuminata Mohrig & Dimitrova, 1992
- C. alneti Hippa, Vilkamaa & Heller, 2010
- C. alticola (Kieffer, 1919)
- C. anae Mohrig & Heller, 1992
- C. andalusica Hippa, Vilkamaa & Heller, 2010
- C. angusta Menzel, 2005
- C. angustior Hippa, Vilkamaa & Heller, 2010
- C. applanata Mohrig & Dimitrova, 1992
- C. apuliaensis Mohrig & Kauschke, 1994
- C. arboris Fritz, 1982
- C. assimilis Menzel, 2005
- C. badia Hippa, Vilkamaa & Heller, 2010
- C. baradlana (Knezy, 1932)
- C. barbata Tuomikoski, 1960
- C. bernardoensis Mohrig & Röschmann, 1993
- C. bicuspidata (Lengersdorf, 1926)
- C. bipartita Mohrig & Krivosheina, 1985
- C. bispinulosa Mohrig & Dimitrova, 1992
- C. bistrispina (Bukowski & Lengersdorf, 1936)
- C. blanda (Winnertz, 1867)
- C. blandaformis Rudzinski, 2006
- C. boletiphaga (Lengersdorf, 1940)
- C. breviformis Mohrig & Krivosheina, 1983
- C. bulgarica Mohrig & Mamaev, 1992
- C. caesula Hippa & Menzel, 2010
- C. caustica Mohrig & Röschmann, 1996
- C. cavipes Mohrig, 1993
- C. cincinnata Mohrig & Blasco-Zumeta, 1996
- C. compressa Walker, 1848
- C. concinna (Winnertz, 1867)
- C. confirmata Mohrig, 1985
- C. consumpta (Freeman, 1987)
- C. contusa Mohrig, 1994
- C. cruciata (Hippa & Vilkamaa, 1994)
- C. cuniculata (Lengersdorf, 1942)
- C. cursor (Hippa & Vilkamaa, 1994)
- C. curvispinosa Freeman, 1983
- C. chaetospina Mohrig & Röschmann, 1996
- C. defecta (Frey, 1948)
- C. dentata (Bukowski & Lengersdorf, 1936)
- C. dentiforceps (Bukowski & Lengersdorf, 1936)
- C. deserta Heller & Menzel, 2006
- C. disporata Mohrig, 1994
- C. dubitata Tuomikoski, 1960
- C. faculta Rudzinski, 2006
- C. fera Mohrig & Heller, 1992
- C. flava Hippa, Vilkamaa & Heller, 2010
- C. flavicauda (Zetterstedt, 1855)
- C. flavicoxa Mohrig & Mamaev, 1992
- C. flavosignata Menzel & Heller, 2006
- C. forcipata (Winnertz, 1867)
- C. francescae Mohrig & Kauschke, 1994
- C. furcata (Hippa & Vilkamaa, 1994)
- C. furcifera Mohrig & Krivosheina, 1987
- C. gemellata Hippa, Vilkamaa & Heller, 2010
- C. globiformis (Frey, 1945)
- C. grothae Mohrig & Menzel, 1990
- C. hannae Menzel, 2005
- C. hemiacantha Mohrig & Mamaev, 1992
- C. hypopygialis (Lengersdorf, 1926)
- C. iberica Hippa, Vilkamaa & Heller, 2010
- C. ignorata Mohrig & Froese, 1992
- C. incurva Rudzinski & Schulz, 1996
- C. inexspectata Tuomikoski, 1960
- C. inundata Fritz, 1982
- C. irmgardis (Lengersdorf, 1930)
- C. karlkulbei Mohrig & Röschmann, 1996
- C. latibula Hippa & Menzel, 2010
- C. levis Tuomikoski, 1960
- C. lugens (Johannsen, 1912)
- C. luteofusca (Bukowski & Lengersdorf, 1936)
- C. luteola (Pettey, 1918)
- C. macclurei (Shaw, 1941)
- C. macricula Mohrig & Krivosheina, 1986
- C. magica Mohrig & Dimitrova, 1992
- C. mamaevi (Hippa & Vilkamaa, 1994)
- C. marinae Mohrig & Krivosheina, 1986
- C. melanochaeta Mohrig & Menzel, 1992
- C. membranigera (Kieffer, 1903)
- C. minima (Meigen, 1818)
- C. montana (Winnertz, 1869)

- C. nigrocauda Mohrig & Menzel, 1990
- C. ninae Hippa, Vilkamaa & Heller, 2010
- C. nyxa (Mohrig & Menzel, 1992)
- C. obscuripila Tuomikoski, 1960
- C. pannosa Rudzinski, 1995
- C. parvula (Winnertz, 1867)
- C. parvulaformis Mohrig, 1985
- C. patula Hippa, Vilkamaa & Heller, 2010
- C. perfecta (Pettey, 1918)
- C. perochaeta (Mohrig & Menzel, 1990)
- C. perornata Mohrig & Röschmann, 1993
- C. perpusilla Winnertz, 1867
- C. plusiochaeta Hippa, Vilkamaa & Heller, 2010
- C. polana Rudzinski, 2009
- C. postforcipata Rudzinski, 1993
- C. postglobiformis Mohrig, 1993
- C. postobscuripila Mohrig & Röschmann, 1993
- C. postparvula Mohrig & Krivosheina, 1982
- C. praeforcipata Mohrig & Mamaev, 1987
- C. praefurcifera Mohrig, 1994
- C. praeparvula Mohrig & Krivosheina, 1983
- C. praevia (Mohrig & Menzel, 1992)
- C. proboletiphaga Mohrig & Roschmann, 1993
- C. quantula (Hippa & Vilkamaa, 1994)
- C. roeschmanni Mohrig & Rulik, 2001
- C. romana Hippa, Vilkamaa & Heller, 2010
- C. saccata Tuomikoski, 1960
- C. saetistyla Mohrig & Krivosheina, 1985
- C. semipedestris Mohrig & Blasco-Zumeta, 1996
- C. semisaccata Mohrig & Mamaev, 1987
- C. serotina Hippa, Vilkamaa & Heller, 2010
- C. setosa Freeman, 1983
- C. sphenoptera Tuomikoski, 1960
- C. spinifera Tuomikoski, 1960
- C. spinosula Mohrig & Röschmann, 1993
- C. spoeckeri (Lengersdorf, 1930)
- C. stellaris Hippa, Vilkamaa & Heller, 2010
- C. stipidaria Mohrig, 1994
- C. styptica (Mohrig & Röschmann, 1993)
- C. subblanda Tuomikoski, 1960
- C. subcavipes Menzel & Smith, 2007
- C. subclinochaeta Hippa, Vilkamaa & Heller, 2010
- C. subconcinna Mohrig, 1987
- C. subdentata Mohrig, 1985
- C. subforcipata Mohrig & Menzel, 1990
- C. subfurcifera Mohrig & Hövemeyer, 1992
- C. subparvula Tuomikoski, 1960
- C. subpiniphila Mohrig & Mamaev, 1992
- C. subsedula Mohrig & Mamaev, 1987
- C. subtetrachaeta Komarova, 1995
- C. subtilis (Lengersdorf, 1929)
- C. subtrivialis (Pettey, 1918)
- C. subvariegata Rudzinski, 1992
- C. tetrachaeta Tuomikoski, 1960
- C. trepida (Winnertz, 1867)
- C. triacantha Tuomikoski, 1960
- C. triangulata Mohrig, 1985
- C. tridentata Hondru, 1968
- C. trispinulosa Mohrig & Blasco-Zumeta, 1996
- C. truncatula Hippa, Vilkamaa & Heller, 2010
- C. tumidula Hippa, Vilkamaa & Heller, 2010
- C. umbrata Hippa & Menzel, 2010
- C. uncata Menzel & Smith, 2006
- C. undulosa Hippa & Menzel, 2010
- C. unidentata (Hippa & Vilkamaa, 1994)
- C. vagula Tuomikoski, 1960
- C. variegata Mohrig, 1985
- C. verrucifera (Lengersdorf, 1952)
- C. voluptuosa Mohrig & Mamaev, 1987
- C. vulcani Hippa, Vilkamaa & Heller, 2010
- C. waltraudis Mohrig & Mamaev, 1987
- C. warnckei Rudzinski, 2006
- C. winnertzi Mohrig, 1993